# 埃德加 (佛羅里達州)
埃德加（英語：Edgar）是位於美國佛羅里達州普特南縣的一個非建制地區。該地的面積和人口皆未知。

## 地理
埃德加的座標為29°35′42″N 81°57′02″W / 29.59500°N 81.95056°W，而該地的平均海拔高度為27米（即89英尺）。